# HMS Queen Elizabeth (1913)
HMS Queen Elizabeth var ett brittiskt slagskepp av Queen Elizabeth-klass. Hon sjösattes den 16 oktober 1913 vid HMNB Portsmouth.